# Croton triqueter
Espèce
Croton triqueter est une espèce de plantes à fleurs du genre Croton et de la famille des Euphorbiaceae, présente en Colombie (Tolima) et à l'est du Brésil.

## Synonymes
- Cieca triquetra, (Lam.) Kuntze
- Croton cordatus, Vell., 1831
- Julocroton phagedaenicus, Mart.
- Julocroton triqueter, (Lam.) Didr.
- Julocroton triqueter var. ackermannii, Müll.Arg.
- Julocroton triqueter var. albescens, Pax et K.Hoffm.
- Julocroton triqueter var. angustifolius, Müll.Arg.
- Julocroton triqueter var. atrorufus, Müll.Arg.
- Julocroton triqueter var. genuinus, Müll.Arg.
- Julocroton triqueter var. gracilis, Müll.Arg.
- Julocroton triqueter var. maculatus, Müll.Arg.
- Julocroton triqueter var. subulatus, Müll.Arg.